# Heinrich Karl Ludwig Bardeleben
Heinrich Karl Ludwig Bardeleben (* 9. Mai 1775 in Spandau; † 23. März 1852 in Frankfurt (Oder)) war ein deutscher Jurist und Politiker.
Bardeleben war der uneheliche Sohn des Obersten Ferdinand Heinrich von Bardeleben († 1. November 1822).
1798 arbeitete Bardeleben als Gouverneur und Lehrer am Kadettenkorps in Berlin. 1804 war er Regierungsassessor in Bromberg. Am 17. Oktober 1807 überreichte er dem preußischen Staatsminister und Reformer Heinrich Friedrich Karl Freiherr vom Stein seine anonym ohne Datum herausgegebene Schrift Preußens Zukunft. An das Vaterland. In den Befreiungskriegen gegen Napoleon 1813/1814 war er als Hauptmann der preußischen Landwehr Führer des Frankfurter Aufgebotes und kommandierender Artillerie-Offizier unter General von Tauentzien und Generalleutnant Leopold Wilhelm von Dobschütz bei der Belagerung und Erstürmung von Stadt und Festung Wittenberg. Bardeleben wurde Ritter des eisernen Kreuzes. Danach lebte er als Justizkommissarius und Justizrat in Frankfurt (Oder). Unter dem Pseudonym Heinrich Frohreich betätigte er sich auch als Schriftsteller. Er machte sich sehr um die Geschichtsschreibung von Frankfurt (Oder) verdient.
Bardeleben adoptierte 1822 Heinrich Adolf Schwager, nachdem dessen Eltern beide gestorben waren. Jener wurde später königlich preußischer Geheime Obermedizinalrat, Generalarzt 1. Klasse à la suite des Sanitätskorps, sowie Professor an der Universität und der medizinisch-chirurgischen Akademie für das Militär in Berlin. 1891 wurde er in den Adelsstand erhoben.

## Werke
- Bernhard Naphtali: oder, die Religion der Religionen, 1811, Digitalisat
- Der Palmen-Sonntag, 1803

Als Heinrich Frohreich:
- Cäsar Caffarelli, Graf von Casara, der kühne Räuber-Herzog, 1803, Digitalisat
- Begebenheiten auf Bergach
- Darstellungen aus der Welt der Erlanger Musensöhne zur Rückerinnerung und Beherzigung, 1798
- Die Werbers-Tochter zu Eichtersheim, 1811
- Rahmanet König der Mauren, oder der magische Ring, 1805